# ألان ليندر
ألان ليندر (بالإنجليزية: Allan Linder)‏ هو رسام أمريكي، ولد في 1966.